# دارسي بلاك
دارسي بلاك (بالإنجليزية: Darcy Blake)‏ (13 ديسمبر 1988 ويلز) هو لاعب كرة قدم ويلزي يلعب كمدافع.

## روابط خارجية
- دارسي بلاك على موقع قاعدة بيانات كرة القدم.إي يو (الإنجليزية)
- دارسي بلاك على موقع ناشيونال فوتبول تيمز (الإنجليزية)
- دارسي بلاك على موقع Soccerbase.com (لاعب) (الإنجليزية)
- دارسي بلاك على موقع AS.com (الإسبانية)